# 마리아의 무덤

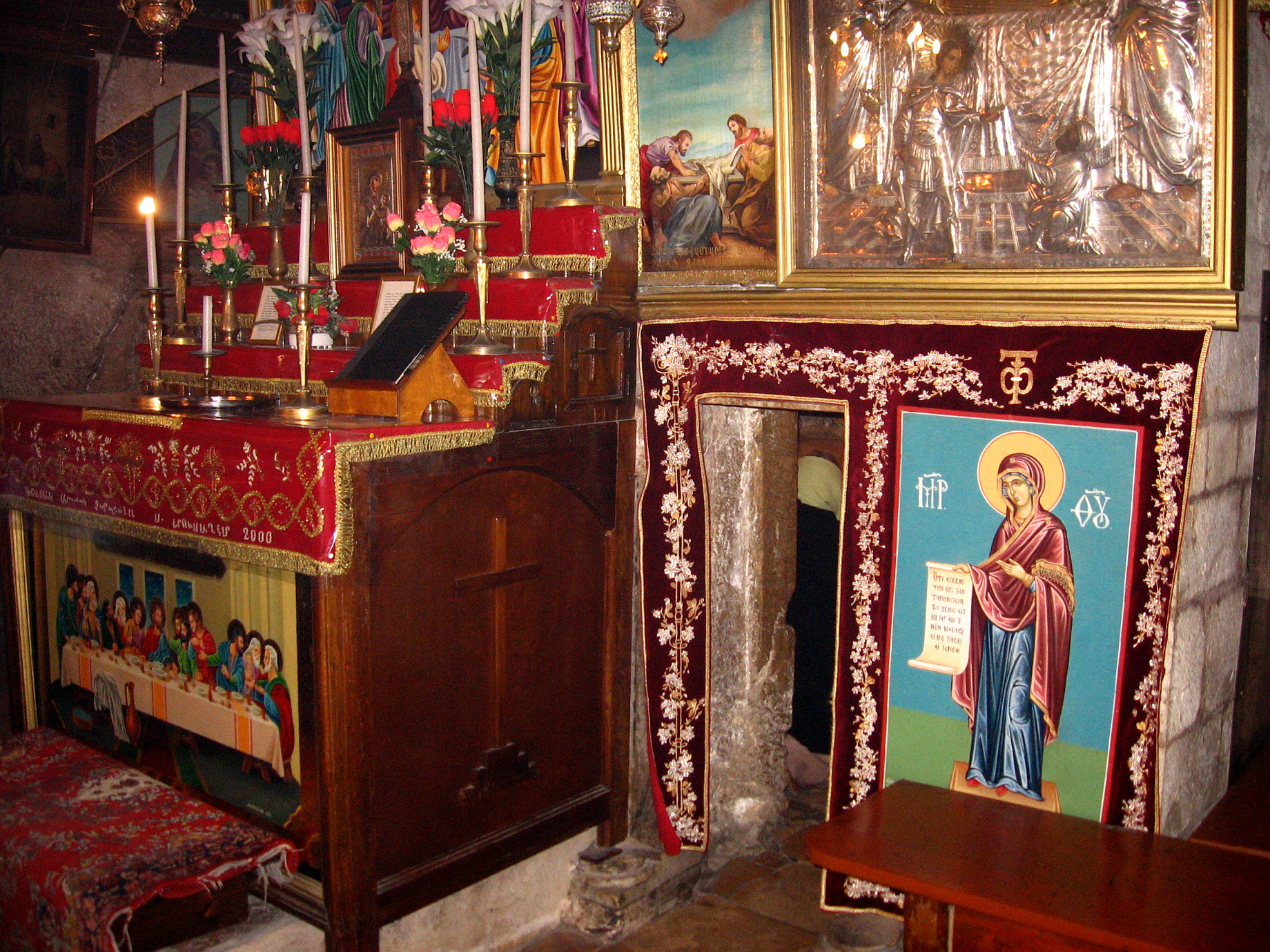
마리아의 무덤 성당에 자리한 성당. 문간 방향 오른쪽에는 마리아의 시신이 들어갔던 석관이 놓여 있다.

마리아의 무덤은 원래 예루살렘 밖 겟세마니 성당 인근의 올리브산 아랫자락에 자리한 키드론 골짜기에 있다. 동방 정교회에서는 이곳을 말 그대로 예수 그리스도의 어머니인 마리아의 유해가 묻혔던 곳으로 여기고 있으며, 에페소에 있는 동정 마리아의 집과 대립각을 세우고 있다.

## 같이 보기
- 동정 마리아의 집
- 성모 안식